# Canton Avenue

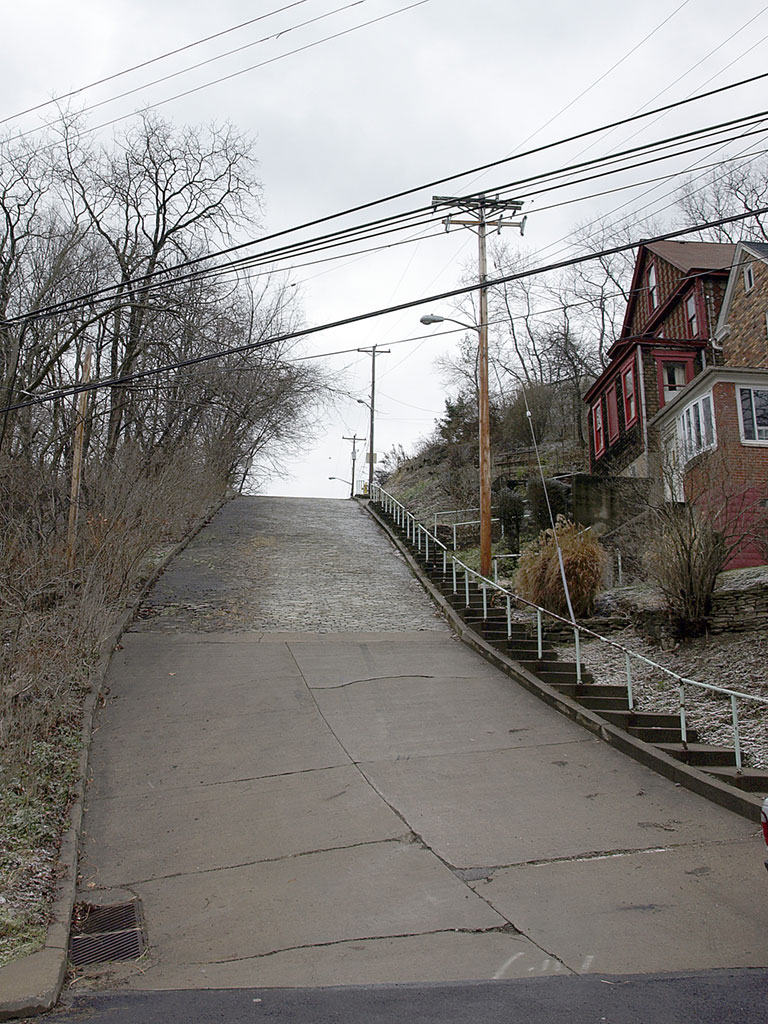
Vue depuis le bas de Canton Ave.

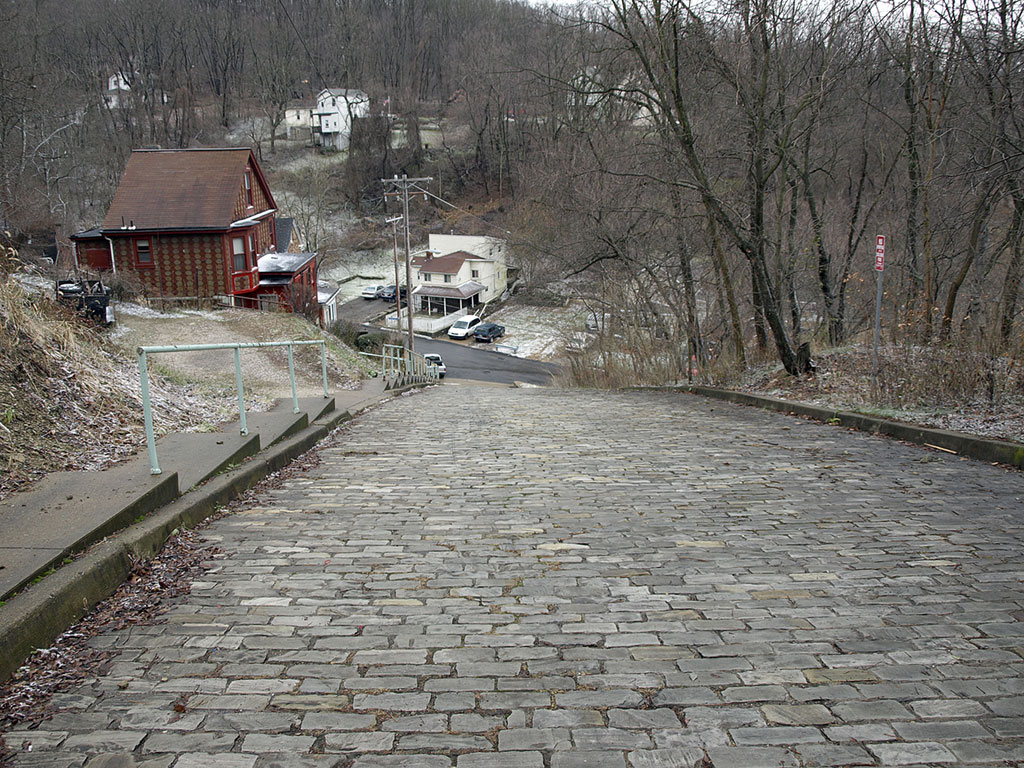
Canton Ave., vue depuis le haut de la colline.

Canton Avenue est une rue du quartier Beechview (en) de Pittsburgh, qui est la rue publique la plus raide officiellement enregistrée aux États-Unis.

## Situation et accès
Canton Avenue mesure 190 m de long est réputée pour inclure une pente de 6,4 m (37 %),,..

## Historique
Le Livre Guinness des records utilise une section de 10 m pour définir la rue la plus raide du monde, actuellement détenue par Baldwin Street, à Dunedin, en Nouvelle-Zélande, avec une pente de 34,8 %.
Ce record est sujet à débat : les médias de Pittsburgh et la presse internationale affirment que Canton Avenue serait la rue la plus pentue au monde.
Le record des États-Unis est également contesté, car Bradford Street à San Francisco comprend une pente de 39 % de neuf mètres de long et Waipio Valley Road a des sections aussi raides qu'une pente de 45 %. De plus, le kilomètre pavé le plus raide en pente moyenne et maximale est Lincoln Gap (en), dans le Vermont, avec respectivement 15 % et 25 %.